# Lê Thành, Trường Trị
Lê Thành (chữ Hán giản thể: 黎城县, âm Hán Việt: Lê Thành huyện) là một huyện thuộc địa cấp thị Trường Trị, tỉnh Sơn Tây, Cộng hòa Nhân dân Trung Hoa. Huyện Lê Thành có diện tích 1166 km², dân số năm 2002 là 160.000 người. Huyện Lê Thành được chia thành 5 trấn và 4 hương.
- Trấn: Lưu Hầu, Thượng Diêu, Tây Tỉnh, Hoàng Nhai Động, Tây Dương.
- Hương: Đình Hà Phố, Tây Ngỗ, Trình Gia Sơn, Hồng Tỉnh.